# 畦畔莎草
畦畔莎草（学名：Cyperus haspan）为莎草科莎草属的植物。分布在印度尼西亚、马来亚、日本、非洲、越南、菲律宾、印度、朝鲜、台湾岛以及中国大陆的云南、福建、广东、广西、四川等地，生长于海拔600米至1,680米的地区，多生长于浅水塘等多水的地方以、水田或山坡上，目前尚未由人工引种栽培。